# Landgericht Starnberg

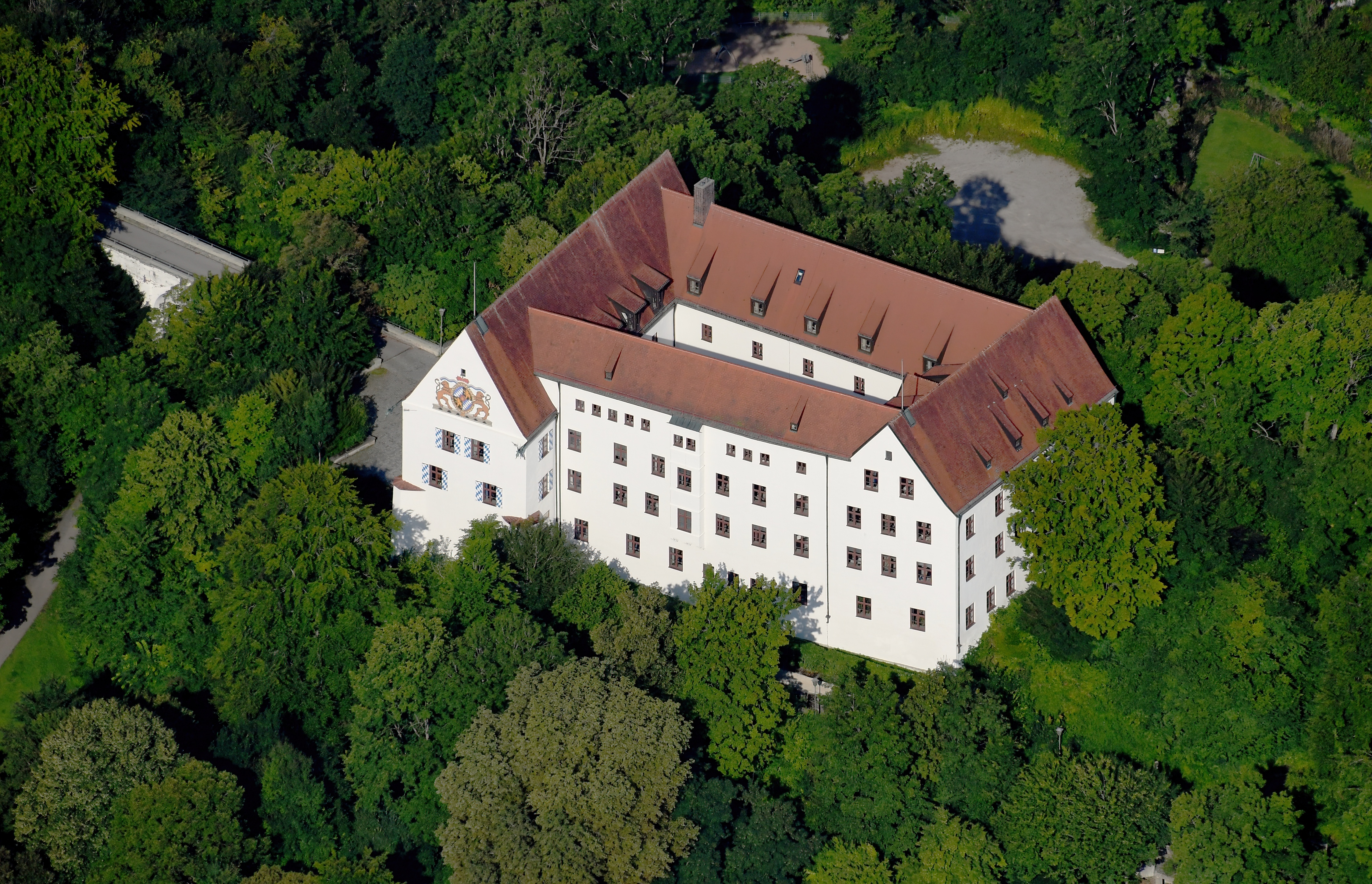
Schloss Starnberg von Osten

Das Landgericht Starnberg war ein von 1803 bis 1879 bestehendes bayerisches Landgericht älterer Ordnung mit Sitz in Starnberg. Die Landgerichte waren im Königreich Bayern Gerichts- und Verwaltungsbehörden, die 1862 in administrativer Hinsicht von den Bezirksämtern und 1879 in juristischer Hinsicht von den Amtsgerichten abgelöst wurden.

## Geschichte
Die Burg in Starnberg war ab 1246 im Besitz der Wittelsbacher Herzöge. 1346 erscheinen erstmals eigene Richter zu Starnberg in den Quellen. Als erster Pfleger des Gerichts Starnberg ist 1365 Heinrich der Küchenmeister nachweisbar. 1803 wurde im inzwischen barockisierten Schloss im Verlauf der Verwaltungsneugliederung Bayerns das Landgericht Starnberg errichtet. Es gehörte ab 1808 zum Isarkreis mit der Hauptstadt München und ab 1838 zu Oberbayern.
1852 wurden die Steuerdistrikte Alling, Biburg, Germering und Schöngeising (mit den Gemeinden Unterpfaffenhofen, Puchheim und Holzhausen) vom Landgericht Starnberg abgetrennt und dem Landgericht Bruck zugeteilt.
Das Landgericht erhielt damit seine endgültige Gestalt.
Es umfasste die damaligen Gemeinden Argelsried, Aschering, Berg, Breitbrunn am Ammersee, Buch am Ammersee, Buchendorf, Drößling, Erling, Etterschlag, Feldafing, Frieding, Gauting, Gilching, Hadorf, Hanfeld, Hechendorf am Pilsensee, Herrsching am Ammersee, Hochstadt, Inning am Ammersee, Kempfenhausen, Krailling, Leutstetten, Machtlfing, Maising, Meiling, Oberalting, Oberbrunn, Oberpfaffenhofen, Percha, Perchting, Pöcking, Söcking, Starnberg, Steinebach am Wörthsee, Traubing, Tutzing, Unering, Unterbrunn, Weßling und Widdersberg.
Im Jahr 1862 wurde das Gebiet des Landgerichts Teil des Bezirksamts München links der Isar, erst am 1. Oktober 1902 wurde aus 40 Gemeinden des aufgelösten Bezirksamtes (jetzt München II) ein eigenes Bezirksamt Starnberg errichtet. Anlässlich der Einführung des Gerichtsverfassungsgesetzes am 1. Oktober 1879 kam es zur Errichtung des Amtsgerichts Starnberg, dessen Sprengel aus dem vorherigen Landgericht Starnberg gebildet wurde.